# Neoleucinodes
Neoleucinodes és un gènere d'arnes de la família Crambidae descrit per Hahn William Capps el 1948.

## Taxonomia
- Neoleucinodes alegralis (Schaus, 1920)
- Neoleucinodes dissolvens (Dyar, 1914)
- Neoleucinodes elegantalis (Guenée, 1854)
- Neoleucinodes imperialis (Guenée, 1854)
- Neoleucinodes incultalis (Schaus, 1912)
- Neoleucinodes prophetica (Dyar, 1914)
- Neoleucinodes silvaniae Diaz & Solis, 2007
- Neoleucinodes torvis Capps, 1948